# Star City (Arkansas)
Star City è una località degli Stati Uniti d'America, capoluogo della contea di Lincoln, nello Stato dell'Arkansas.